# Experimento de Hershey y Chase

Visión general estructural de la enterobacteria fago T2.

En 1952 Alfred Hershey y Martha Chase realizaron una serie de experimentos para confirmar si es que el ADN es la base del material genético (y no las proteínas), en lo que se denominó el experimento de Hershey y Chase. Si bien la existencia del ADN había sido conocida por los biólogos desde 1869, en aquella época se había supuesto que eran las proteínas las que portaban la información que determina la herencia. En 1944 mediante el experimento de Avery-MacLeod-McCarty se tuvo por primera vez algún indicio del rol que desempeña el ADN.

## Método experimental
Hershey y Chase llevaron a cabo experimentos con el fago T2, un virus cuya estructura había sido recientemente investigada mediante microscopio electrónico. El fago consiste únicamente en una cubierta proteica o cápside que contiene su material genético, e infecta a una bacteria cuando se adhiere a su membrana externa, inyecta dicho material y le deja acoplado el cápside. Como consecuencia, el sistema genético de la bacteria reproduce el virus.
En un primer experimento, marcaron el ADN de los fagos con el isótopo radiactivo fósforo-32 (P-32). El ADN contiene fósforo, a diferencia de los 20 aminoácidos que forman las proteínas. Dejaron que los fagos del cultivo infectaran a las bacterias Escherichia coli y posteriormente retiraron las cubiertas proteicas de las células infectadas mediante una licuadora y una centrífuga. Hallaron que el indicador radiactivo era visible sólo en las células bacterianas, y no en las cubiertas proteicas.
En un segundo experimento, marcaron los fagos con el isótopo radiactivo azufre-35 (S-35). Los aminoácidos cisteína y metionina contienen azufre, a diferencia del ADN. Tras la separación, se halló que el indicador estaba presente en las cubiertas proteicas, pero no en las bacterias infectadas, con lo que se confirmó que es el material genético lo que infecta a las bacterias (véase también "Experimento de Griffith").

## Resultados
Hershey y Chase encontraron que el S-35 queda fuera de la célula mientras que el P-32 se lo encontraba en el interior, indicando que el ADN era el soporte físico del material hereditario.

## Premio
En 1969, Hershey fue distinguido con el Premio Nobel en Fisiología o Medicina compartido por sus “descubrimientos relacionados con las estructuras genéticas de los virus.”